# Cory Henry
Cory Henry (Nova York, 27 de febrer de 1987) és un músic de jazz estatunidenc, pianista, organista i productor musical. El seu estil es mou entre el jazz-funk i el gòspel. Va iniciar la seva carrera musical el 2006, acompanyant diversos artistes, i ha format part del grup de jazz Snarky Puppy. Ha publicat tres àlbums en solitari i actualment és el líder de la seva pròpia banda, Cory Henry & The Funk Apostles.

## Biografia

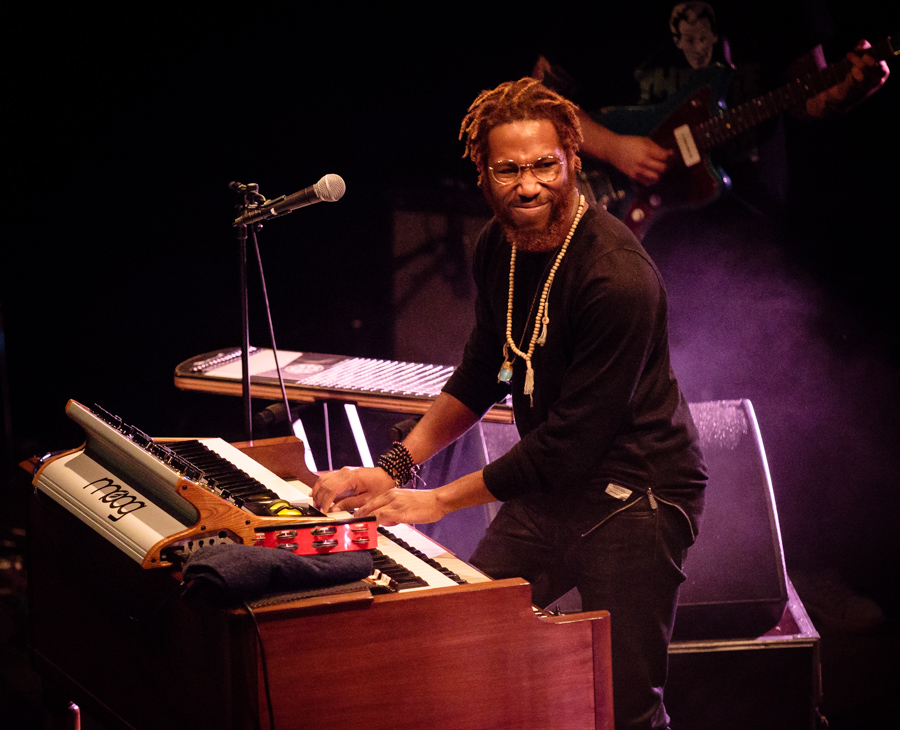
Cory Henry & The Funk Apostles, al Cosmopolite. Octubre de 2017

Henry va néixer a Brooklyn, Nova York, on amb només dos anys ja tocava el piano i l'orgue Hammond. Quan tenia sis anys va actuar com a finalista d'un concurs amateur al Apollo Theatre de Nova York.
El 2006 va començar a actuar professionalment acompanyant artistes tan reconeguts com Bruce Springsteen, Michael McDonald, P. Diddy, Boyz II Men, Kenny Garrett, i The Roots, i també cantants de gòspel, com Israel Houghton, Donnie McClurkin, Kirk Franklin, i Yolanda Adams.
Des de 2012, és membre del grup Snarky Puppy, col·lectiu jazz-funk establert a Brooklyn amb el qual va rebre un premi Grammy a la millor actuació el 2014 i un altre al millor àlbum instrumental contemporani el 2015.
El juliol de 2014 va publicar el seu primer àlbum en solitari, First Steps, amb el segell Wild Willis Jones Records, el qual va entrar a les llistes d'èxits de Top Jazz Albums i Top Heatseekers Albums de la revista Billboard. El seu segon àlbum, The Revival, va ser un enregistrament en directe, publicat el març de 2016 per GroundUP Music, un treball que va arribar al número dos i número cinc, respectivamentm de les llistes Top Jazz Album i Top Gospel Albums.
A l'abril de 2018, Cory Henry va publicar el primer treball amb la seva banda pròpia, The Funk Apostles, un senzill titulat Trade it all.